# 小笠原信之
小笠原 信之（おがさわら のぶゆき）は、安土桃山時代から江戸時代前期の武将、大名。武蔵本庄藩初代藩主。下総古河藩初代藩主。信嶺系小笠原家初代。

## 生涯
元亀元年（1570年）、三河国で徳川四天王の一人・酒井忠次の三男として生まれる。少年の頃より徳川家康に仕え、小田原征伐の際には父と共に参戦している。
天正16年（1588年）、伊那小笠原氏の当主・小笠原信嶺の娘を娶ってその養嗣子となり、慶長3年（1598年）、養父の死により家督を継いで本庄藩初代藩主となる（家康の命により養嗣子になったとされる）。徳川秀忠の上杉景勝の討伐に従い、慶長5年（1600年）の関ヶ原の戦いでは、信州上田城攻めにも加わっている。この頃、実父忠次の為に円心寺を建立した。十数年の間本庄を領していたが、慶長17年（1612年）になると古河へ加増移封された（これにより本庄藩は廃藩となった）。慶長19年（1614年）に死去。享年45。死後、その家督は長男の政信が継いだ。

## 系譜
父母
- 酒井忠次（実父）
- 小笠原信嶺（養父）

正室
- 小笠原信嶺の娘

子女
- 小笠原政信（長男）生母は正室
- 小笠原信政（次男）
- 青山幸成正室
- 高木貞勝室
- 水野忠貞正室